# Keelakarai
Keelakarai (ook wel gespeld als Kilakarai) is een panchayatdorp in het district Ramanathapuram van de Indiase staat Tamil Nadu. 

## Demografie
Volgens de Indiase volkstelling van 2001 wonen er 30.472 mensen in Keelakarai, waarvan 46% mannelijk en 54% vrouwelijk is. De plaats heeft een alfabetiseringsgraad van 78%.